# Gommes Eannes de Azurara

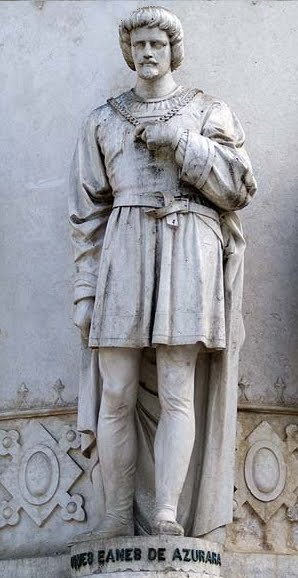
Gommes Eannes de Azurara

Gommes Eannes de Azurara (1410 – 1474) was een Portugese kroniekschrijver, die soms ook wel Gommes Eanes de Zurara genoemd werd.
In zijn werk Chronica do Descobrimento e Conquista da Guiné (Nederlands: Kroniek van de ontdekking en verovering van Guinee, 1453) geeft hij de lezer zicht over de motieven van Hendrik de Zeevaarder weer om langs de kusten van Afrika te varen. Deze motieven waren: nieuwsgierigheid, economische motieven, kennen van de vijand, zoeken naar priester-koning Jan en het bekeren van niet-religieuzen.